# لويس روجاس
لويس روجاس (بالإسبانية: Luis Rojas) هو سباح فنزويلي، ولد في 5 يوليو 1979 في غوانير ‏ في فنزويلا.

## وصلات خارجية
- لويس روجاس على موقع الاتحاد الدولي للسباحة (الإنجليزية)
- لويس روجاس على موقع أوليمبيديا (الإنجليزية)